# Гајзинг
Гајзинг (њем. Geising) град је у њемачкој савезној држави Саксонија. Једно је од 41 општинског средишта округа Зексише Швајц-Остерцгебирге. Према процјени из 2010. у граду је живјело 3.147 становника. Посједује регионалну шифру (AGS) 14628120.

## Географски и демографски подаци
Гајзинг се налази у савезној држави Саксонија у округу Зексише Швајц-Остерцгебирге. Град се налази на надморској висини од 666 метара. Површина општине износи 56,1 km². У самом граду је, према процјени из 2010. године, живјело 3.147 становника. Просјечна густина становништва износи 56 становника/km².

## Међународна сарадња
| Мјесто  | Држава   | Врста сарадње | Од    |
| ------- | -------- | ------------- | ----- |
|         | Чешка    | пријатељство  | 1995. |
| Либенау | Аустрија | партнерство   | 1991. |
| Извор   |          |               |       |